# Adolphe ou l'Âge tendre
Pour plus de détails, voir Fiche technique et Distribution.
Adolphe ou l'Âge tendre (titre allemand : Tanjas Geliebter) est un film franco-germano-polonais réalisé par Bernard Toublanc-Michel, sorti en 1968.

## Synopsis
Henri, un jeune ancenien, veut adapter au cinéma le roman Adolphe de Benjamin Constant. Il trouve les décors du tournage et demande à Hélène, la préceptrice polonaise des enfants du Comte de Pourtalain, de jouer Ellénore, l'héroïne du film. L'ironie du sort va leur faire vivre la même passion amoureuse, puis le même drame que les héros du film.

## Fiche technique
- Titre : Adolphe ou l'Âge tendre
- Titre allemand : Tanjas Geliebter
- Réalisation : Bernard Toublanc-Michel
- Scénario : Bernard Toublanc-Michel
- D'après le roman Adolphe de Benjamin Constant
- Dialogues : Jean Moal
- Musique : Jean-Michel Damase
- Photographie : Jean Charvein
- Société de production : Prisma Films, Telefilm Saar et Film Polski
- Montage : Jacqueline Thiédot
- Décors : Bernard Evein
- Son : Raymond Saint-Martin
- Pays de production :  France /  Allemagne de l'Ouest /  Pologne
- Format : Couleur
- Durée : 95 minutes
- Date de sortie : 
  - France : 3 juillet 1968

## Distribution
- Jean-Claude Dauphin : Henri / Adolphe
- Ulla Jacobsson : Hélène / Ellénore
- Philippe Noiret : Comte Marc de Pourtalain
- Claude Giraud : Lieutenant d'Aulnay
- Catherine Rich : Mme d'Aulnay
- Nathalie Nell : Patou
- Maria Mauban : Madame Rebecque
- Claude Dauphin : Monsieur Rebecque
- Michel Robert : Paul
- Jacques Astoux : Le copain de régiment d'Henri
- Jean-Christophe Etienne : Eric de Pourtalain
- Joseph Falcucci : Bob (comme Marie-Joseph Falcucci)
- Jean Riveyre : Julien, le valet / M. le Comte
- May Meeves : la voisine d'Hélène
- Ewa Krasnodebska
- Krzysztof Chamiec
- Leszek Herdegen
- Janina Ordezanka

### Lieux de tournage
Le film a été tourné dans les lieux suivants, en France, en Allemagne et en Pologne :
| Loire-Atlantique (44 - France) : Ancenis Le Cellier (Les Folies Siffait) Nantes (devant la caserne Mellinet) Maine-et-Loire (49 - France) : Bouzillé (Château de la Bourgonnière) Moselle (57 - France) : Sarrebourg | Rhénanie-du-Nord-Westphalie ( Allemagne) Rhénanie-Palatinat ( Allemagne) Coblence Trèves Pologne Zakopane |